# I due sergenti
I due sergenti er en italiensk stumfilm fra 1913 af Eugenio Perego.

## Medvirkende
- Alberto Capozzi som Derville / Guglielmo
- Umberto Paradisi som Sergente Roberto
- Orlando Ricci som Maresciallo
- Egidio Candiani som Valentino
- Giovanni Cuisa som Servente Tomasso